# Băbeni, Sălaj
Băbeni là một xã thuộc hạt Sălaj, România. Dân số thời điểm năm 2002 là 2055 người.